# Point Nemo
Pour les articles homonymes, voir Nemo.
Le point Nemo est le pôle maritime d'inaccessibilité, c'est-à-dire le point de l'océan le plus éloigné de toute terre émergée sur la planète Terre. C'est une application du problème du plus grand cercle vide en mathématiques. Situé dans le Pacifique sud, ses coordonnées ont été calculées en 1992 par l'ingénieur géodésien canado-croate Hrvoje Lukatela. Le point est baptisé en référence au capitaine Nemo, héros de Vingt Mille Lieues sous les mers de Jules Verne, dont le nom nemo en latin signifie « personne ».
Le nom de « point Nemo » est également utilisé, notamment par la presse internationale, pour désigner une vaste zone du Pacifique Sud, située au large des côtes chiliennes et utilisée comme vaste cimetière de matériel astronautique pour accueillir les restes de « vaisseaux spatiaux obsolètes encore contrôlables ».

## Géographie
- 1. Île Ducie
- 2. Motu Nui
- 3. Île Maher

Le point Nemo est situé dans l'océan Pacifique sud, par 48° 52′ 31,748″ S, 123° 23′ 33,069″ O. Les terres émergées les plus proches sont situées à 2 688,221 km ; il s'agit de trois points équidistants, qui permettent de définir le plus grand cercle sans terre émergée :
- 24° 40′ 39,36″ S, 124° 47′ 25,872″ O : au nord, l'île Pandora dans l'atoll de l'île Ducie, une des quatre îles Pitcairn ;
- 27° 12′ 29,304″ S, 109° 27′ 33,12″ O : au nord-est, Motu Nui, îlot proche de l'île de Pâques ;
- 72° 57′ 57,024″ S, 126° 22′ 30,793″ O : au sud, l'île Maher, au large de l'île Siple et de la terre Marie Byrd, en Antarctique.

Terres émergées les plus proches du point Nemo
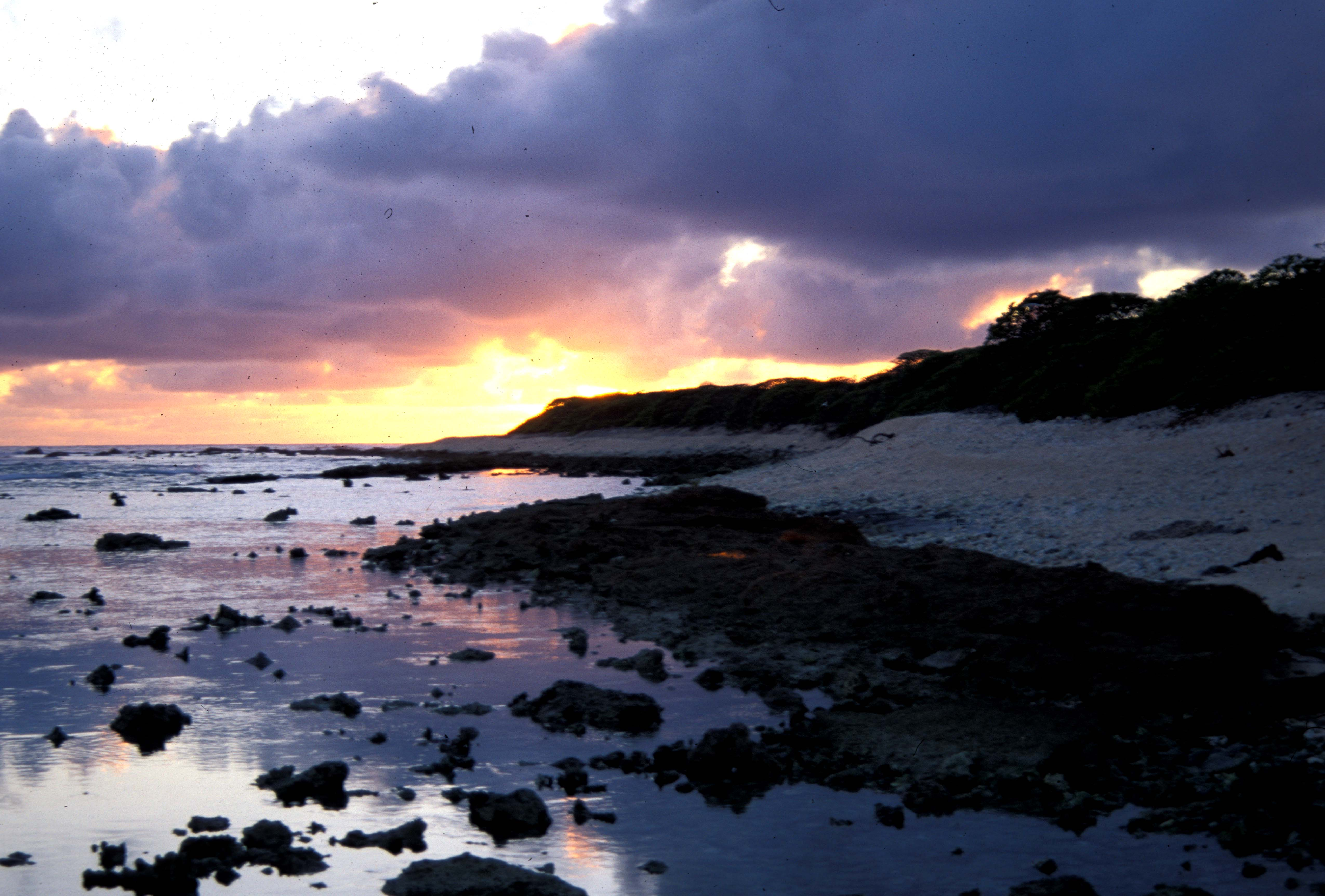
Île Ducie.
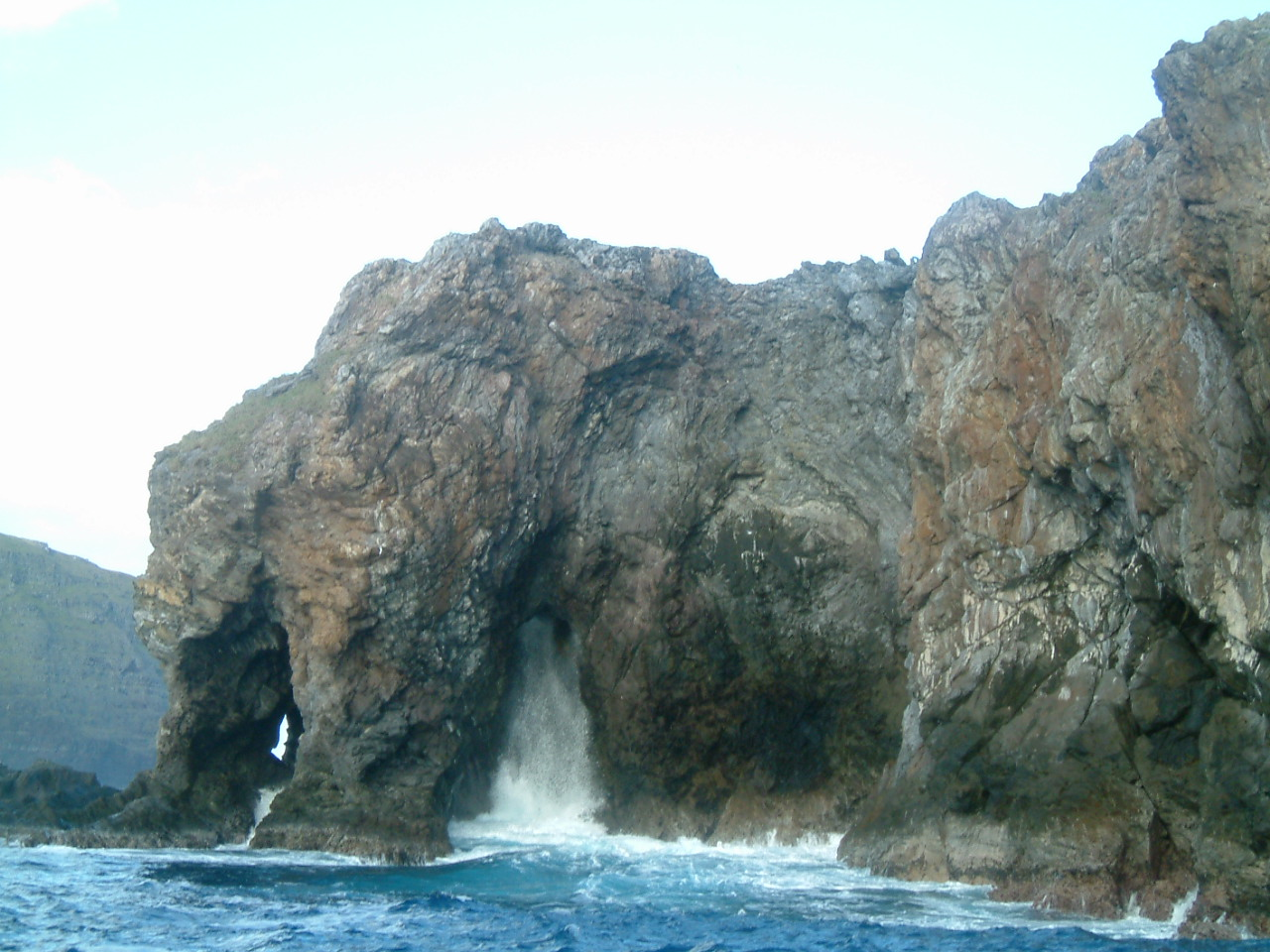
Motu Nui en 2008.

Au-delà de ce cercle, les terres les plus proches sont :
- à environ 4 000 km, à l'ouest, l'île Chatham en Nouvelle-Zélande ;
- à environ 3 400 km, à l'est, les îles bordant la côte sud du Chili.

Les humains les plus proches du pôle maritime d'inaccessibilité sont régulièrement les occupants de la Station spatiale internationale, ; celle-ci tourne en effet en orbite entre 330 et 410 km environ au-dessus de la surface du globe, alors que la première terre habitée est éloignée de 2 700 km environ. À la surface de la planète, certains navigateurs du Vendée Globe se rapprochent aussi du point Nemo. Le vol Auckland-Santiago du Chili est le vol qui se rapproche le plus du point Nemo[réf. nécessaire].

## Utilisation comme zone d'amerrissage de satellites au rebut
La zone est utilisée comme « décharge spatiale » en raison de son éloignement de tout lieu habité. En date de 2019, ce cimetière aurait déjà accueilli 250 à 300 engins spatiaux en fin de vie, dont la station spatiale soviétique Mir (120 tonnes), ainsi que les restes de la station spatiale chinoise Tiangong 1,. La station spatiale internationale (450 tonnes) y sera dirigée en janvier 2031.

## Citation dans l'art et la littérature

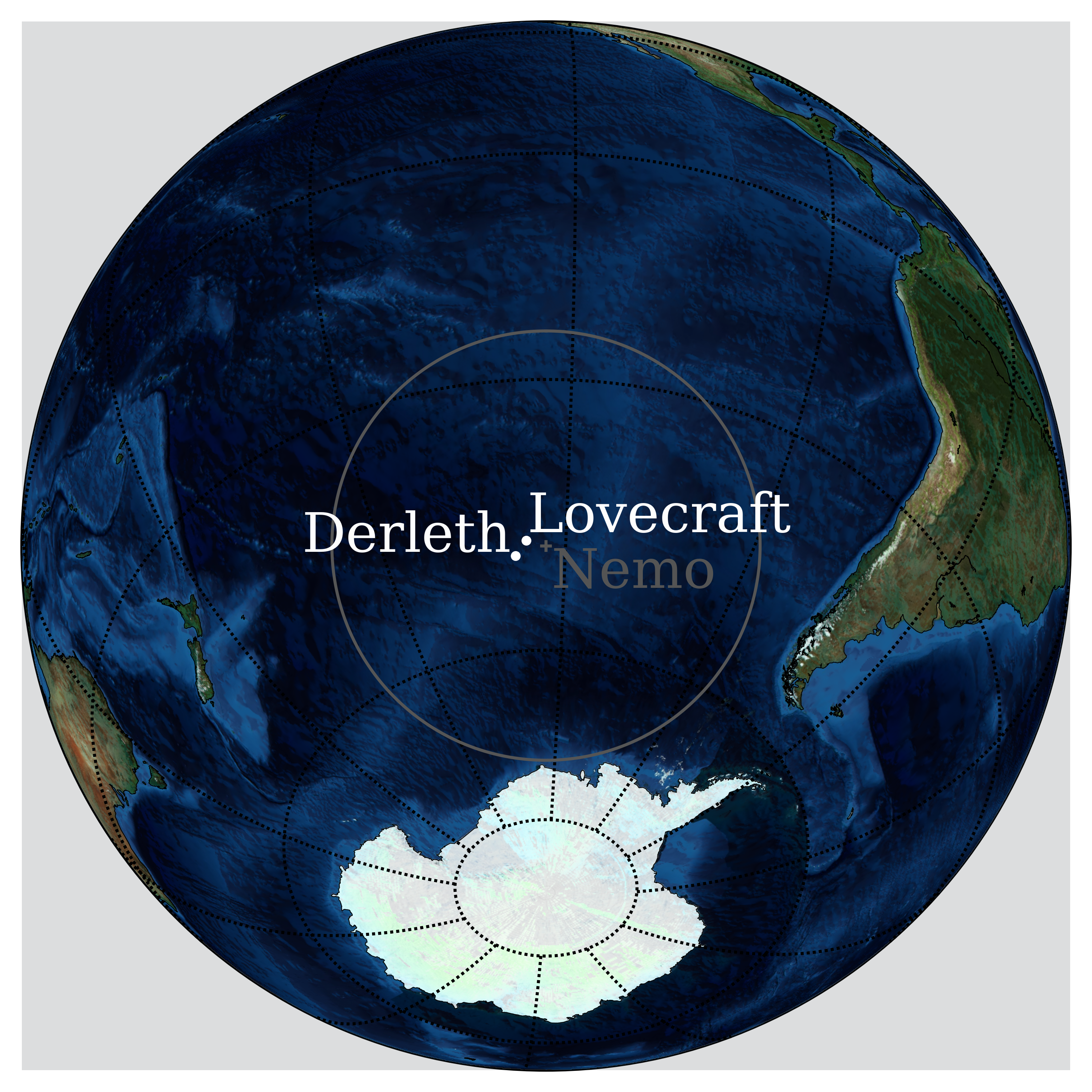
Localisation de R'lyeh dans les œuvres de Lovecraft et Delerth par rapport au point Nemo.

Le point Nemo est relativement proche de la ville fictive de R'lyeh imaginée en 1926 par H. P. Lovecraft. Dans sa nouvelle L'Appel de Cthulhu publiée en 1928, Lovecraft situe R'lyeh par 47° 09′ S, 126° 43′ O. En 1952, l'écrivain et anthologiste américain August Derleth qui perpétua le mythe de Cthulhu après la mort de Lovecraft, place quant à lui la cité à 49° 51′ S, 128° 34′ O dans sa nouvelle The Black Island.
En 2010, l'île de Plastic Beach dans l'univers du groupe virtuel Gorillaz se situe au point Nemo.
En 2014, une partie de l'intrigue du roman L'Île du Point Némo, de Jean-Marie Blas de Roblès, se déroule au point Nemo. Celui-ci fait également allusion au bloop et à Cthulhu.
Le livret accompagnant Point Nemo 2016, une exposition au musée d'Art moderne de Paris créée et organisée par le dessinateur et sculpteur Laurent Le Deunff, indique des coordonnées différentes (45° 52,6′ S, 123° 23,6′ O).
Dans Point Nemo, pièce de théâtre de Jeanne Frenkel créée en 2018 par la Compagnie de la Comète, le point Nemo est une métaphore de l'éloignement intérieur d'une personne atteinte de la maladie d'Alzheimer et ne présente donc qu'un rapport indirect avec le point géographique qui n'est évoqué que de façon métaphorique.
Point Némø est un album du chanteur français Côme sorti en 2018. C'est également le titre d'une chanson de Renan Luce (4e piste dans son album Renan Luce sorti en 2019) et d'un morceau du rappeur français Melan, sur son album Abandon sauvage sorti en 2018, celui-ci reprenant les coordonnées évoquées lors de l'exposition au MAM de Laurent Le Deunff en 2016.
Le mot fait son apparition dans l'édition 2025 du dictionnaire Petit Larousse illustré.

Artistes ayant évoqué le point Nemo et ses environs dans leurs œuvres
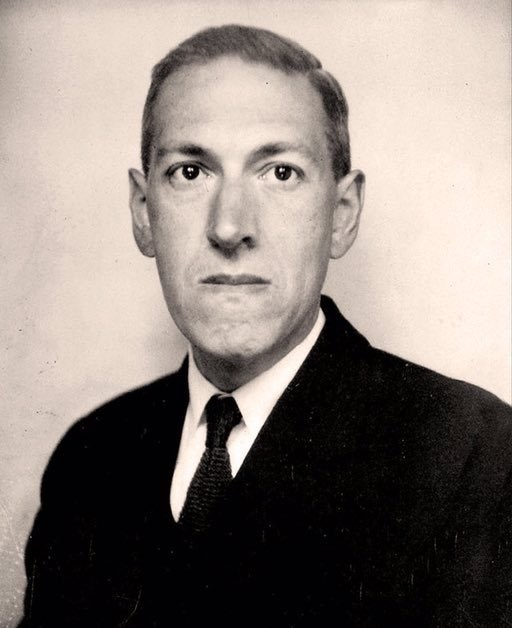
H. P. Lovecraft
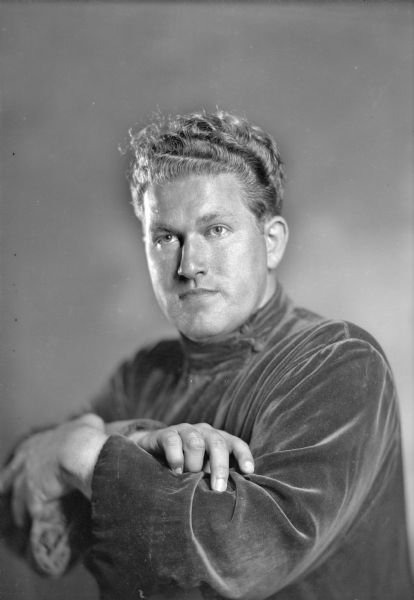
August Derleth
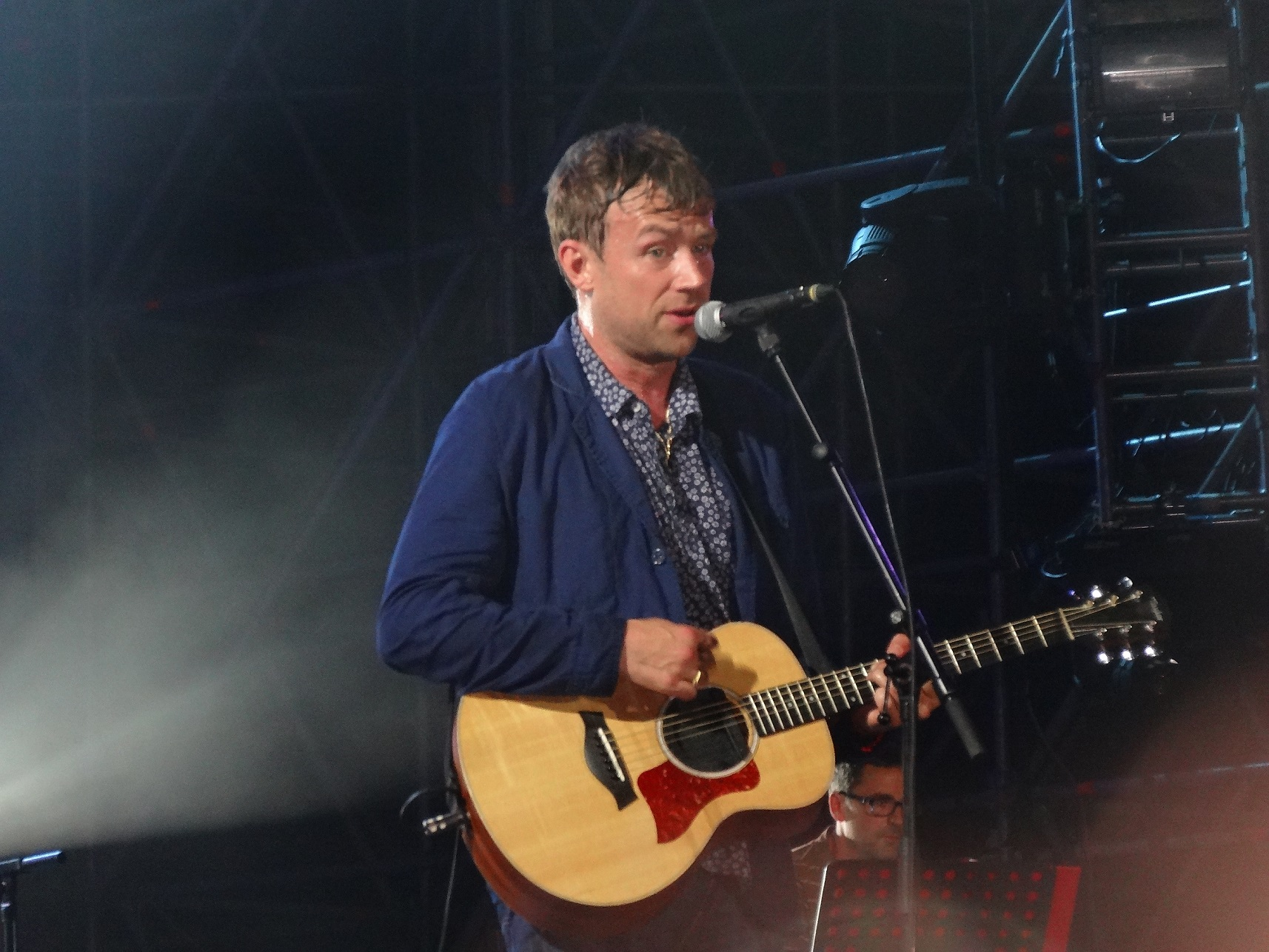
Damon Albarn, co-créateur de Gorillaz
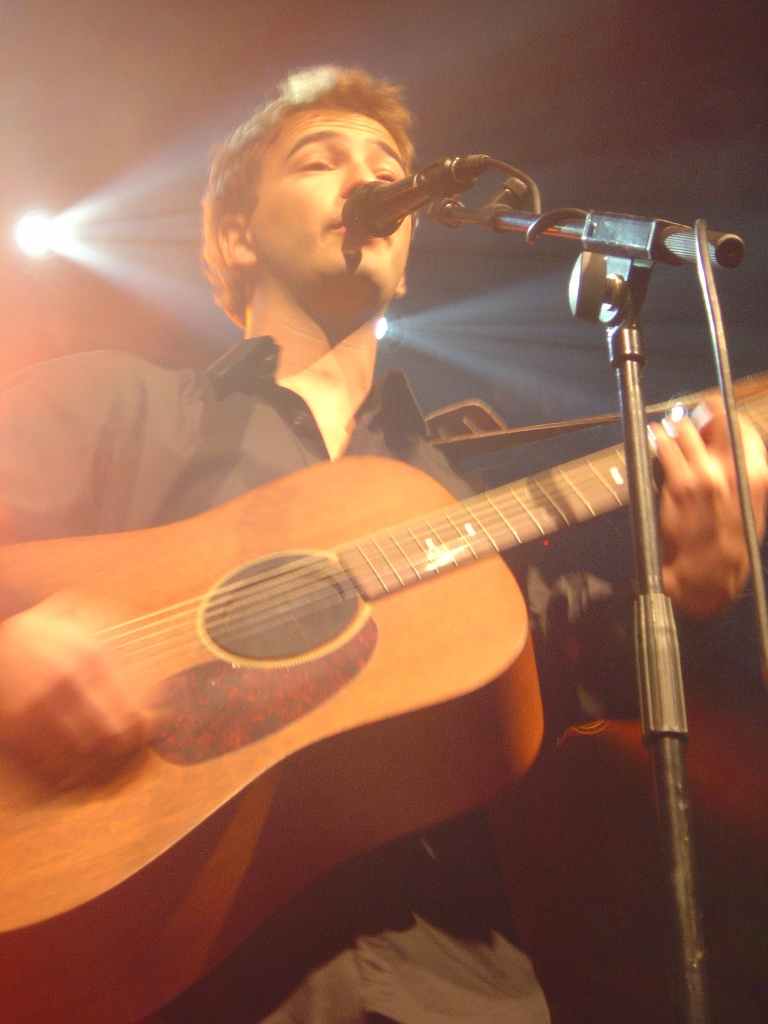
Renan Luce
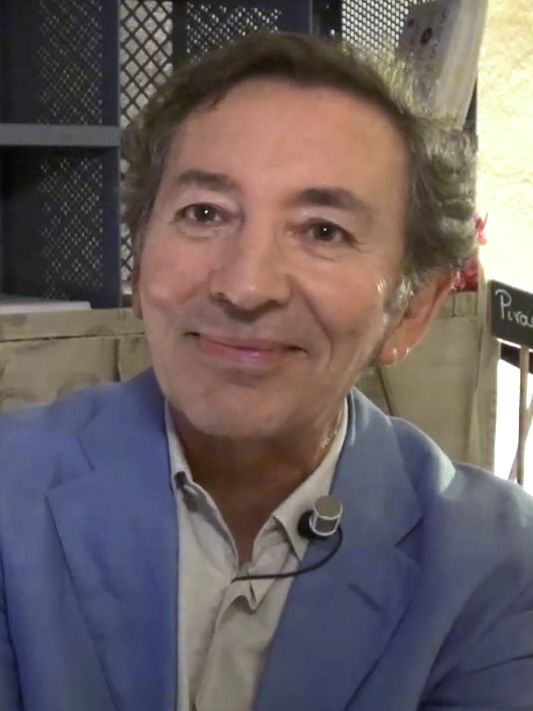
Jean-Marie Blas de Roblès